# Guillaume Dufay
Guillaume Dufay (uit te spreken als: Dufà-ie) (bij Beersel?, 5 augustus 1397? – Kamerijk, 27 november 1474) was een Brabantse componist uit de Bourgondische Nederlanden. Hij wordt als een van de grootste componisten van de 15e eeuw beschouwd in de Vlaamse Polyfonie waarvan hij, samen met Gilles Binchois, de eerste beroemde vertegenwoordiger is.

## Leven
Dufay werd waarschijnlijk in de buurt van Beersel nabij Brussel geboren. Met zijn moeder verhuisde hij op jonge leeftijd naar Kamerijk in Frans-Henegouwen, waar hij ging wonen bij een verwant van zijn moeder, een kanunnik van het domkapittel van de kathedraal van Kamerijk. Van 1409 tot 1412 was hij koorknaap in het koor van deze kerk. Hij maakte al jong reizen. Hij moet tijdens het Concilie van Konstanz of via de Engelse regent van Frankrijk in contact gekomen zijn met de contenance angloise, de Engelse stijl van met name de componist John Dunstable. Van 1418 tot 1420 was hij subdiaken van de kathedraal van Kamerijk. In 1420 vertrok hij naar Italië waar hij Rimini en Pesaro bezocht. Uit zijn werken blijkt bekendheid met componisten aan het hof van de Malatesta's; wellicht was hij in dienst van dit hof. Na enige tijd keerde hij terug naar Vlaanderen, maar in 1424 vertrekt hij opnieuw, nu naar Bologna. In 1428 wordt hij tot priester gewijd. In dat jaar ook trad hij toe tot de pauselijke cappella. Hij zingt daarin tot 1434, toen hij kapelmeester werd voor de hertog van Savoye. Eugenius IV die sterk leunde op de steun van deze hertog, verliet in 1435 het Concilie van Bazel en nam zijn gevolg mee naar Florence. Tussen 1440 en 1450 werkte Dufay weer in Kamerijk. In de jaren 1450-1458 was hij echter opnieuw in Italië, waar hij onder andere in Turijn en Chambéry werkte. Bij zijn definitieve terugkeer naar Kamerijk was Dufay inmiddels uitgegroeid tot de beroemdste componist van zijn tijd. Componisten als Johannes Ockeghem, Antoine Busnois en Loyset Compère bezochten hem.

## Werken
Dufay schreef zowel geestelijke als wereldlijke werken, steeds uitsluitend vocale muziek. Op het gebied van de kerkmuziek schreef hij missen, motetten, magnificats en antifonen. Voor muziek voor meer profaan gebruik hanteerde hij vormen als de rondeau, de virelai en de ballade. Hij gebruikte wellicht als eerste de term fauxbourdon. Naast zijn composities schreef Dufay ook over muziektheorie. Zijn werken markeren de overgang tussen de Middeleeuwen en de Renaissance. Zijn isoritmische motet Nuper rosarum flores is een saluut aan de oude vormen. Dufay schreef dit werk voor de inwijding van de Dom van Florence.
In verschillende van zijn missen gebruikte hij als eerste de melodie van een wereldlijk lied als cantus firmus. De missen heten dan ook naar dit lied. Voorbeelden hiervan zijn onder andere de missen Se la face ay pale en L'homme armé. In andere missen gebruikte Dufay gregoriaanse gezangen als uitgangspunt, zoals in de missen Ave regina caelorum en Ecce ancilla domini.
In het handschrift MS. Canon. Misc. 213 in de Bodleian Library te Oxford zijn 52 stukken van Dufay overgeleverd.
Ambrose Field bewerkte een aantal van zijn stukken naar muziek in de 21e eeuw; voor John Potter schreef hij Being Dufay.
- Biblioteca Nacional de España: XX883601
- Bibliothèque nationale de France: cb13893472h (data)
- Catàleg d'autoritats de noms i títols de Catalunya: 981058521319306706
- CiNii: DA06778589
- Gemeinsame Normdatei: 118527924
- International Standard Name Identifier: 0000 0001 1692 3289
- Library of Congress Control Number: n82003138
- Nationale Bibliotheek van Letland: 000047162
- MusicBrainz: 33d37c0b-dc0b-4148-9264-42587c538c72
- Bibliotheek van het Japanse parlement: 00962909
- Nationale Bibliotheek van Tsjechië: jn20000700444
- Nationale bibliotheek van Australië: 35604585
- Nationale Bibliotheek van Israël: 987007273890405171
- Nationale Bibliotheek van Polen: a0000001244362
- Nederlandse Thesaurus van Auteursnamen: 070452075
- Istituto Centrale per il Catalogo Unico: LO1V152151
- LIBRIS: 184141
- SNAC: w69s1pdk
- Système universitaire de documentation: 027312615
- Trove: 1011780
- Virtual International Authority File: 100955223
- WorldCat: E39PBJk4ypQR7KcJ4RPGrk3qQq